# Spoorlijn Pétange - Rodange
De Spoorlijn Pétange - Rodange is een Luxemburgse spoorlijn tussen Pétange en Rodange, waarna het splitst in drie spoorlijnen die verder gaan richting de Belgische en Franse grens. De spoorlijn draagt de CFL-lijnnummers 6g (Pétange - Rodange - Belgische grens richting Aubange), 6h (Pétange - Rodange - Frans grens richting Mont-Saint-Martin) en 6j (Pétange - Rodange - Belgische grens richting Athus).

## Geschiedenis
De spoorlijnen werd gebouwd en geëxploiteerd door de spoorwegmaatschappij "Compagnie Grande Luxembourg" en werd geopend tussen 1 december 1874 en 20 januari 1877.

## Traject
Het traject is op te delen in een gedeelte tussen de station Pétange en Rodange en een gedeelte ten westen van station Rodange naar de grenzen toe.
Het gehele traject is tussen Pétange en de Franse grens 5,2 kilometer lang. En tussen Pétange en de Belgische grens 4,1 kilometer.
Het gehele traject tussen Pétange en Rodange heeft drie verschillende lijnnummers, die na Rodange afsplitsen en hun eigen richting volgen.

### Pétange - Rodange
Het traject Pétange - Rodange is een tweesporig traject van ongeveer 2,5 kilometer wat in het verlengde ligt van de spoorlijnen 6f (Esch-sur-Alzette - Pétange) en 7 (Luxemburg - Pétange). Tussen Pétange en Rodange ligt het treinstation Lamadeleine.

### Rodange - grens
Ten westen van het station Rodange splitst de spoorlijn in drie lijnen die ieder een eigen richting op gaan. Deze drie lijnen hebben ieder een afzonderlijk lijnnummer: de enkelsporige lijn 6h gaat naar de Franse grens en verder richting station Mont-Saint-Martin; Lijn 6g en 6j gaan gezamenlijk de Belgische grens over om direct daarna, zonder aansluitingen op elkaar te hebben, richting station Aubange (6g) of station Athus (6j) te gaan. Lijn 6g is enkelsporig, lijn 6j is dubbelsporig.

## Elektrificatie
Het traject van de CFL werd tussen Pétange en de Franse grens in 1961 geëlektrificeerd met een spanning van 25.000 volt 50 Hz. In 1988 volgde het traject tussen Rodange en Athus en in 2002 tussen Rodange en Aubange met dezelfde spanning.

## Treindiensten
De CFL en Nationale Maatschappij der Belgische Spoorwegen verzorgen het personenvervoer met RE en RB treinen.
| Serie              | Treinsoort             | Route                                                                                               | Bijzonderheden                                                           |
| ------------------ | ---------------------- | --------------------------------------------------------------------------------------------------- | ------------------------------------------------------------------------ |
| RE 6700            | Regional-Express (CFL) | Luxemburg – Esch-sur-Alzette – Rodange                                                              | Twee treinen per dag, niet op zondag.                                    |
| RE 6900            | Regional-Express (CFL) | Luxemburg – Esch-sur-Alzette – Rodange                                                              | Rijdt niet op zondag.                                                    |
| L 4700RB 4700      | L-trein (NMBS / CFL)   | Athus – Luxemburg                                                                                   | Halfuursdienst met RB 5000.                                              |
| L 5050RB 5000      | L-trein (NMBS / CFL)   | Athus – Luxemburg                                                                                   | Halfuursdienst met RB 4700.                                              |
| RB 6800            | Regionalbahn (CFL)     | Luxemburg – Esch-sur-Alzette – Rodange                                                              |                                                                          |
| P 7180RE 7100      | Piekuurtrein (NMBS)    | Virton – Rodange – Luxemburg                                                                        | Rijdt alleen op werkdagen.                                               |
| P 7620/8620RE 8600 | Piekuurtrein (NMBS)    | [ Luxemburg – Virton ] / [ [ Aarlen – Virton – ] / [ Dinant – ] Libramont – [ Ciney ] ]             | Een rechtstreekse trein Aarlen - Libramont. Een trein Libramont - Ciney. |
| P 7680/8680RE 8650 | Piekuurtrein (NMBS)    | [ Bertrix – Dinant ] / [ Libramont – [ Virton – ] / [ Marbehan – ] Aarlen ] / [ Athus – Luxemburg ] | Een trein Aarlen - Virton - Libramont. Een trein Athus - Luxemburg.      |

## Aansluitingen
In de volgende plaatsen is of was er een aansluiting op de volgende spoorlijnen:
Pétange
CFL 2, spoorlijn tussen Pétange en Ettelbruck
CFL 6f, spoorlijn tussen Esch-sur-Alzette en Pétange
CFL 7, spoorlijn tussen Luxemburg en Pétange
Mont-Saint-Martin grens
RFN 202 100, spoorlijn tussen Longuyon en Mont-Saint-Martin
Aubange grens
Spoorlijn 165/1 tussen Y Aubange en Rodange grens
Athus grens
Spoorlijn 167 tussen Autelbas en Rodange grens